# Raión de Nicolaiev
Raión de Mykolaiv (en ucraniano: Миколаївський район) es un raión o distrito de Ucrania en el óblast de Mykolaiv. La capital es la ciudad de Mykolaiv.
Comprende una superficie de 7433,7 km².

## Demografía
Según estimación 2010 contaba con una población total de 32800 habitantes.

## Otros datos
El código KOATUU fue 4824200000. El código postal 57101 y el prefijo telefónico +380 512.